# Guerre arabo-bizantine (780-1180)
Le guerre bizantino-arabe del 780-1180 furono una serie di conflitti durati circa quattro secoli tra l'Impero bizantino e i califfati Abbasidi e Fatimidi nelle regioni di Iraq, Palestina, Siria e Anatolia circa 780 – 1180. Dopo un periodo di guerre ai confini lente e non decisive, una serie di vittorie Bizantine nel tardo X e all'inizio dell'XI secolo permisero a tre imperatori Bizantini, Niceforo II Foca, Giovanni I Tzimiskes e Basilio II di riconquistare parte dei territori perduti nel corso delle guerre contro gli Arabi del VII secolo sotto la declinante Dinastia Eracliana.
Di conseguenza grandi parti della Siria, inclusa la capitale Damasco, vennero riconquistate dai Bizantini, anche se solo per alcuni anni, con la nuova thema di Siria integrata nell'Impero in via di espansione. Oltre a conquistare nuovi territori, i Bizantini inflissero inoltre una sconfitta psicologica ai loro avversari riconquistando territori considerati sacri e importanti per il Cristianesimo, in particolare la città di Antiochia, permettendo a Bisanzio di controllare due dei cinque Patriarchi cristiani.
Nonostante tutto gli Arabi rimanevano comunque un avversario temibile per Bisanzio; così una temporanea ripresa dei Fatimidi dopo l'anno 970 circa e la conquista fatimide dell'Egitto, rischiò di compromettere tutte le conquiste bizantine fatte in precedenza. Anche se Bisanzio riconquistava ampie parti della Palestina, non riuscì a riconquistare Gerusalemme, la cui riconquista avrebbe certo avuto un effetto ideologico formidabile.
I tentativi bizantini di fermare la lenta ma vittoriosa conquista araba della Sicilia fallirono. La Siria rimase provincia bizantina fino al 1084, anno in cui i Turchi conquistarono la città di Antiochia. I Crociati riuscirono a strappare la città agli arabi nel 1097 ma un protettorato Bizantino venne fondato sui Regni crociati di Gerusalemme e Antiochia sotto Manuele I Comneno. Con la morte di Manuele Comneno nel 1180 finirono le campagne militari lontano da Costantinopoli e dopo la Quarta crociata sia i Bizantini e gli Arabi furono impegnati in altri conflitti fino a quando vennero conquistati dai Turchi Ottomani rispettivamente nel XV e XVI secolo.

## Precedenti guerre arabo-bizantine, 630–780
Dal 630 circa, l'Impero bizantino subì l'attacco degli Arabi, una popolazione originaria della Penisola arabica. Recentemente convertiti all'Islam e armonizzando le loro pulsioni terrene (alimentate da ricco bottino e prede) con quelle spirituali (il Jihād), essi attaccarono i due imperi confinanti strappando loro molti territori. Sia i Bizantini, sia i Persiani erano usciti indeboliti da una lunga guerra trentennale che li aveva ferocemente contrapposti, e per questo non riuscirono a opporre sufficiente resistenza alla grande pressione araba. Nel 641, Bisanzio aveva già perso Egitto, Palestina e Siria, mentre Seleucia-Ctesifonte aveva perso la Mesopotamia. Nonostante avesse perso i due terzi dei suoi territori e delle sue risorse (tra cui l'importante grano dell'Egitto) l'Impero bizantino disponeva ancora di 80 000 soldati, garantiti loro dall'efficienza del sistema dei Themata e di una riformata economia bizantina che consentì un appropriato rifornimento di armi e di vettovaglie all'esercito.
Grazie a queste riforme, i Bizantini riuscirono a infliggere alcune sconfitte agli Arabi; due sotto le mura di Costantinopoli: la prima in occasione dell'674 e la seconda in occasione di quello del 717, oltre a cogliere una vittoria ad Akroinon nel 740. Costantino V, il figlio di Leone III (che aveva condotto Bisanzio alla vittoria nel 717 e 740) continuò la politica del padre lanciando una vittoriosa offensiva grazie alla quale i bizantini conquistarono Teodosiopoli e Melitene.

### Irene d'Atene

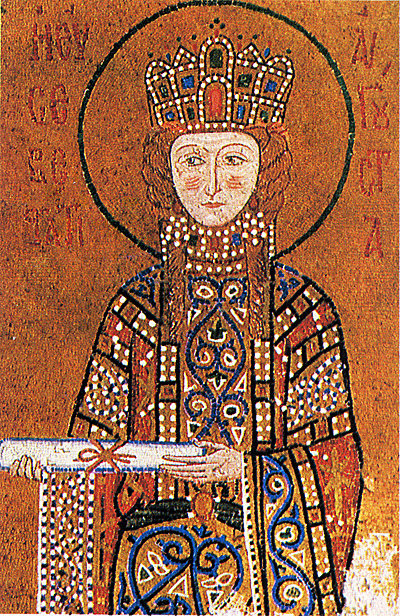
La basilissa Irene d'Atene in un mosaico di Santa Sofia a Costantinopoli

Tuttavia, queste conquiste furono temporanee; nel 782 l'Impero fu retto per la prima volta da una donna, la basilissa Irene d'Atene, che subì l'attacco arabo-musulmano dell'erede al califfato abbaside Hārūn, figlio di al-Mahdī, che da poco era stato insignito del titolo onorifico (laqab) di Rashīd (Ben guidato [da Dio]). Con poco meno di 100 000 uomini, Hārūn al-Rashīd marciò fino al Bosforo, giungendo ad occupare la riva opposta a Costantinopoli. Irene affidò l'esercito al logoteta postale Stauracio e nel 782 lo mandò contro gli Arabi. Tuttavia, a causa di un tradimento, Stauracio venne fatto prigioniero dai Musulmani per poi essere riscattato da Irene, che non intendeva rinunciare a lui. Una tregua fu concordata dalle parti e Irene acconsentì al versamento dell'equivalente di 90 000 dīnār aurei a Baghdad, ottenendo in cambio la liberazione dei prigionieri caduti in mano musulmana, mentre venivano liberati per converso quelli musulmani presi dai bizantini.
Nel 785, l'Imperatrice reggente Irene decise di cessare di versare il tributo al Califfato abbaside e le ostilità ripresero. Gli Arabi devastarono il Thema degli Armeniaci, ma agli inizi del 786 i Bizantini si vendicarono saccheggiando e radendo al suolo la fortezza di Hadath in Cilicia che gli Abbasidi, negli ultimi cinque anni, avevano tentato di rendere una fortezza e una base militare importante per le loro spedizioni contro Costantinopoli.
Nel 788, a seguito del rifiuto dell'imperatrice di versare i tributi agli Arabi, vi fu una nuova invasione da parte del Califfato abbaside di Harun al-Rashid; le truppe bizantine di Irene diedero battaglia a Kopidnadon e furono nuovamente sconfitte. Secondo il breve resoconto di Teofane, la battaglia risultò in una disastrosa sconfitta per i Bizantini, che persero molti uomini e ufficiali, compresi membri dei tagma degli Scholai che erano stati inviati nelle province da Irene nel 786 a causa del fatto che continuassero a supportare l'Iconoclastia. Teofane narra anche della perdita del capace ufficiale Diogene, un tourmarches (comandante di divisione) degli Anatolici. Irene fu costretta ricominciare a versare nuovamente i tributi al Califfato.
La controversia iconoclasta, l'inettitudine dell'imperatrice Irene e dei suoi successori, la resurrezione dell'Impero romano d'Occidente, in realtà un Impero carolingio franco, e le invasioni bulgare, resero vulnerabile Costantinopoli , che dovette difendersi dai suoi nemici.

## Michele II e Teofilo, 820–842

### Michele II
Tra il 780 e l'824, gli Arabi e i Bizantini combattevano tra di loro lungo la linea di confine, con incursioni arabe in Anatolia che portarono a contrattacchi bizantini che "razziavano" sudditi cristiani del Califfato abbaside, per poi obbligarli a stanziarsi nelle fattorie anatoliche per incrementare la popolazione e garantirsi in tal modo più agricoltori e soldati per l'esercito imperiale. La situazione cambiò tuttavia con l'ascesa al trono di Michele II nell'820. Costretto a combattere il ribelle Tommaso lo Slavo, Michele aveva poche truppe con cui combattere gli Arabi che, con quaranta navi e diecimila uomini attaccarono Creta, conquistandola nell'824 e fondandovi un emirato. Un contrattacco Bizantino dell'826 fallì miseramente. Nell'827 gli Arabi di Tunisi invasero la Sicilia. I Bizantini di Sicilia comunque opposero molta resistenza mentre gli arabi furono indeboliti dalle lotte interne che dilaniavano il Califfato. In quell'anno gli Arabi vennero espulsi dalla Sicilia.

### Teofilo
Nell'829, Michele II morì; gli succedette il figlio Teofilo. Teofilo ottenne sia successi sia sconfitte contro gli Arabi. Nell'830 gli Arabi ritornarono in Sicilia e dopo un assedio di un anno conquistarono Palermo. Per i successivi 200 anni vi s'insediarono dopo aver completato la loro conquista, senza che in questo periodo fossero operati contrattacchi cristiani. Gli Abbasidi nel frattempo attaccarono l'Anatolia nell'830. Al-Maʾmūn trionfò e numerose fortezze bizantine vennero perdute. Teofilo non rimase inerte e nell'831 strappò Tarso ai musulmani. A tale vittoria seguirono due sconfitte bizantine in Cappadocia e la distruzione di Melitene, Samosata e Zapetra da parte delle vendicative truppe bizantine nell'837. Al-Mu'tasim tuttavia trionfò nell'ultimo impegno militare dell'838, con le vittorie di Dazimon, Ancyra (attuale Ankara) e ad Amorium—il cui saccheggio causò un dispiacere talmente grande in Theophilos (Amorium era infatti la città d'origine della dinastia imperiale, definita per l'appunto amoriana), tanto da essere considerato uno dei fattori della sua morte nell'842.